# Clint Lowery
Clint Lowery (ur. 15 grudnia 1971 w Atlancie w Georgii) – amerykański gitarzysta.

## Dyskografia
Still Rain
- Still Rain (1989)
- Bitter Black Water (1991)

Sevendust
- Sevendust (1997)
- Home (1999)
- Animosity (2001)
- Seasons (2003)
- Cold Day Memory (2010)

Dark New Day
- Twelve Year Silence (2005)
- Black Porch (Acoustic Sessions) (EP) (2006)

Hello Demons..meet skeletons
- Chills (EP) (2008)